# Чусюн-Їська автономна префектура
25°02′12″ пн. ш. 101°32′47″ сх. д. / 25.03666° пн. ш. 101.54635° сх. д.
Чусюн-Їська автономна префектура (кит.: 楚雄彝族自治州; носу ꊉꇑꆑꌠꑼꂰ) — адміністративна одиниця другого рівня у складі провінції Юньнань, КНР. Центр префектури і найбільше місто — Чусюн.
Префектура площею 29 256 км² межує із провінцією Сичуань на півночі.

## Адміністративний поділ
Префектура поділяється на 2 міста та 8 повітів:
| Карта                                                             | Карта   | Карта    | Карта            |
| ----------------------------------------------------------------- | ------- | -------- | ---------------- |
| Чусюн Луфен Шуанбай Моудін Наньхуа Яоань Даяо Юнжень Юаньмоу Удін |         |          |                  |
| Статус                                                            | Назва   | Оригінал | Населення (2010) |
| Місто                                                             | Чусюн   | 楚雄市   | 588 620          |
| Місто                                                             | Луфен   | 禄丰市   | 422 770          |
| Повіт                                                             | Даяо    | 大姚县   | 273 315          |
| Повіт                                                             | Моудін  | 牟定县   | 208 726          |
| Повіт                                                             | Наньхуа | 南华县   | 236 138          |
| Повіт                                                             | Удін    | 武定县   | 271 963          |
| Повіт                                                             | Шуанбай | 双柏县   | 159 867          |
| Повіт                                                             | Юаньмоу | 元谋县   | 215 795          |
| Повіт                                                             | Юнжень  | 永仁县   | 109 304          |
| Повіт                                                             | Яоань   | 姚安县   | 197 676          |